# Порат
Порат (хорв. Porat) — населений пункт у Хорватії, у Приморсько-Горанській жупанії у складі громади Малинська-Дубашниця.

## Населення
Населення за даними перепису 2011 року становило 192 осіб.
Динаміка чисельності населення поселення:

## Клімат
Середня річна температура становить 14,16 °C, середня максимальна – 26,96 °C, а середня мінімальна – 2,15 °C. Середня річна кількість опадів – 1198 мм.
| Клімат поселення                              | Клімат поселення | Клімат поселення | Клімат поселення | Клімат поселення | Клімат поселення | Клімат поселення | Клімат поселення | Клімат поселення | Клімат поселення | Клімат поселення | Клімат поселення | Клімат поселення | Клімат поселення |
| Показник                                      | Січ.             | Лют.             | Бер.             | Квіт.            | Трав.            | Черв.            | Лип.             | Серп.            | Вер.             | Жовт.            | Лист.            | Груд.            |                  |
| Середній максимум, °C                         | 9,73             | 10,09            | 12,75            | 16,04            | 20,81            | 25,18            | 26,96            | 26,34            | 22,21            | 17,98            | 13,23            | 10,34            |                  |
| Середня температура, °C                       | 5,94             | 6,29             | 8,96             | 12,28            | 17,04            | 21,41            | 23,78            | 23,17            | 19,05            | 14,81            | 10,06            | 7,18             |                  |
| Середній мінімум, °C                          | 2,15             | 2,51             | 5,17             | 8,48             | 13,25            | 17,62            | 20,63            | 20,00            | 15,87            | 11,65            | 6,89             | 4,01             |                  |
| Норма опадів, мм                              | 102              | 81               | 81               | 84               | 78               | 87               | 49               | 74               | 130              | 156              | 152              | 124              |                  |
| Середньомісячна швидкість вітру, м/с          | 2.87             | 3.02             | 3.07             | 2.91             | 2.61             | 2.49             | 2.50             | 2.50             | 2.60             | 2.83             | 3.14             | 3.10             |                  |
| Середньомісячна сонячна радіація, кДж/м²·день | 4514             | 7297             | 10708            | 15221            | 19641            | 21321            | 22792            | 19627            | 14297            | 9241             | 4975             | 3780             |                  |
| --------------------------------------------- | ---------------- | ---------------- | ---------------- | ---------------- | ---------------- | ---------------- | ---------------- | ---------------- | ---------------- | ---------------- | ---------------- | ---------------- | ---------------- |
| Джерело:                                      |                  |                  |                  |                  |                  |                  |                  |                  |                  |                  |                  |                  |                  |